# Senato delle Hawaii
Il Senato delle Hawaii è la camera alta della Legislatura statale delle Hawaii. Essa si riunisce, insieme alla Camera dei Rappresentanti, nel Campidoglio dello Stato delle Hawaii. 
È composta da 25 membri, e ognuno di essi viene eletto ogni due anni. I rappresentanti non sono soggetti a un numero di mandati.